# Sarkuwa
Sarkuwa (nep. सर्कुवा) – gaun wikas samiti w zachodniej części Nepalu w strefie Dhawalagiri w dystrykcie Baglung. Według nepalskiego spisu powszechnego z 2011 roku liczył on 550 gospodarstw domowych i 2319 mieszkańców (1318 kobiet i 1001 mężczyzn).